# Coupe de Somalie de football
La Coupe de Somalie de football a été créée en 1977.

## Histoire
Les deux clubs les plus titrés sont Horsed Football Club et Jeenyo United (qui a gagné ses trophées sous plusieurs noms différents : Lavori Publici, LLPP Jeenyo et Jeenyo United).

## Palmarès
- 1977 : Lavori Publici
- 1978 : Non disputée
- 1979 : Marine Club
- 1980 : Lavori Publici
- 1981 : National Printing Agency
- 1982 : Horsed Football Club
- 1983 : Horsed Football Club
- 1984 : Waxcol FC
- 1985 : Petroleum FC
- 1986 : Marine Club
- 1987 : Horsed Football Club
- Entre 1988 et 2001 : Inconnu
- 2002 : Dekedaha Football Club
- Entre 2003 et 2006 : Inconnu
- 2007 : SITT Daallo 1-0 Dekedaha Football Club
- Entre 2008 et 2009 : Inconnu
- 2010 : Fenyuus FC 0-0 / 2-0 Dekedaha Football Club
- 2011 : Inconnu
- 2012 : Banaadir Sports Club
- 2013-2014 : LLPP Jeenyo
- 2014-2015 : Horsed FC 2-1 Heegan Football Club
- 2015-2016 : Jeenyo United 2-2 (tab 4-1) Banaadir Sports Club
- 2016-2017 : Elman Football Club 1-0 Jamhuuriya Team Banooni
- 2017-2018 : Banaadir Sports Club 4-3 Horsed FC
- 2018-2019 : Horsed FC 3-2 Mogadishu City
- 2019-2020 : Horsed FC 3-0 Dekedaha Football Club